# Metagonia conica
Metagonia conica là một loài nhện trong họ Pholcidae. Loài này được phát hiện ở Venezuela.